# WakeUp Magazin
A WakeUp Magazin egy magyar nyelvű, online elérhető életmódmagazin. A magazin különlegessége, hogy egyedülálló módon újságírók helyett, szakértő vállalkozók publikálnak a saját szakterületük témájában. A magazin jelenleg négy fő- (életmód, üzlet, kultúra, gasztronómia), valamint közel húsz alrovattal működik.
A szerkesztőség számára kiemelten fontos a hitelesség és függetlenség megőrzése. A szerkesztőségi alapelvek között szerepel, hogy a szerzők és az interjúalanyok cenzúra nélkül, tabumentesen, előre egyeztetett, de szabad témaválasztás mentén közölhessék gondolataikat. A magazin működésének egyik alappillére, hogy platformot biztosítson az írói vénával rendelkező, szakértő vállalkozóknak a bemutatkozásra, továbbá kiemelt szerepet kap a társadalmi problémákra történő figyelemfelhívás is.

## Története
A WakeUp Magazin 2020-ban, a COVID19 világjárvány alatt jött létre és a kezdetektől -egy rövid idő kihagyásával, amikor újságírókkal működött a magazin- szakértő (vállalkozó) szerzők alkotják a szerkesztőség tagjait. Ezután a 2022-es válság következtében a lap alapítója, Marczinka Mátyás egy időre felfüggesztette a működést, majd 2024-ben megújult szerkesztőségi csapattal és online felülettel újraindította a megjelenést. A magazin szerkesztősége az újraindulást követően folyamatosan várja az új szakértők jelentkezését szerzői csapatába. A magazint 2024-ben az NMHH CE/25444-2/2024 számon sajtótermék nyilvánosan elérhető nyilvántartásba.

## Kiemelt témák és rovatok
A 2024-ben átalakult WakeUp Magazin kiegészült egy Kérdezz! Felelünk! tanácsadórovattal, amelyben az olvasók által beküldött kérdéseket, szakértő szerzők díjmentesen, cikk formájában válaszolnak meg. A tanácsadórovat tizedik számában Soma Mamagésa válaszolt a kérdezőnek.
A WakeUp Magazin az alapítás óta társadalmi felelősségvállalásának keretében, minden évben megrendezi a Tudd, hogy soha nem vagy egyedül! – prevenciós programját, hogy felhívják a figyelmet a lelki egészség fontosságára, valamint az öngyilkosságok megelőzésére. Az elmúlt évek alatt ezen a napon számtalan elismert szakértő tartott előadást. Az emberi egészségen túl a felelős állattartás is komoly szerepet játszik a szerkesztőség életében, így elsők között az I. Lóbarát fesztivál médiapartnereként készítettek interjút Oroszlán Szonjával, akinek a színészet mellett a Masterson Method® lett a második hivatása.

## Saját gyártású műsorok
A WakeUp Magazin összesen négy különféle sajátgyártású podcast és videós műsort gyártott, amelyekben közel 50 vendég számára biztosítottak megjelenési lehetőséget a bemutatkozásra. A vendégek között szerepelt többek között Esztergály Zsófia Zita, a Fővárosi Örmény Önkormányzat elnöke, vagy éppen az akkoriban karrierváltás alatt lévő egykori MetLife vezér, dr. Zolnay Judit, valamint az egykori Index.hu újságíró, Ecsenyi Áron, az LA75 párt elnöke is. Az epizódok audio formában elérhetőek a WakeUp Magazin Spotify-csatornáján, valamint videós tartalomként korlátozottan a YouTube-on is. 
| Műsor            | Év        | Műsorvezető(k)                                                                       | Rövid leírás |
| ---------------- | --------- | ------------------------------------------------------------------------------------ | --- |
| kibeszÉLŐ        | 2020-2021 | Marczinka Mátyás, dr. Bence Rita, dr. Murányi Ildikó                                 | A COVID19 minden vállalkozót nehéz helyzetbe hozott, emiatt az akkor még WakeUp Stúdió csapata úgy határozott, hogy online formában mutatja be működését és segíti a vállalkozók munkáját. A kibeszÉLŐ műsorvezetői minden héten különféle vállalkozókkal, politikusokkal élő online adásban beszélgettek azok járvány alatti tevékenységeikről. – 25 epizód                                 |
| KATApult         | 2022      | Marczinka Mátyás, dr. Bence Rita, dr. Murányi Ildikó, Pagonyi Adrienn, Nagy Hajnalka | A kibeszÉLŐ folytatásaként indult el a KATApult, amellyel a szerkesztőség reagálni kívánt a 2022-es -év közbeni- KATA törvénymódositásra, ami több ezer vállalkozót érintett. Az évadnak nem volt kifejezett műsorvezetöje, így tematika szerint mindig két vállalkozó beszélgetett egymással az aktuális hírekről és jövőbeni lehetőségekről ezzel is segítve más vállalkozókat. – 6 epizód |
| Egyszerűen vegán | 2022      | Kurdi Beáta                                                                          | Nem reprezentatív szerkesztőségi felmérés után döntött a lap vezetése, hogy miszerint a vegán étkezési forma után megnőtt a kereslet, elindítanak egy vegánoknak szóló online főzőműsort. Azonban a forgatások 2022-ben, technikai okok miatt nem folytatódtak, de a műsor folytatása 2025-ben tervezetten újraindul. – 2 pilot epizód                                                       |
| WakeUp Talk-show | 2022-2023 | dr. Murányi Ildikó, Nagy Hajnalka, Pagonyi Adrienn                                   | A WakeUp Talk-show a kibeszÉLŐ adásain alapulva immáron új stúdióban, előre meghatározott koncepción alapulva kerültek felvételre, majd eltérően a korábbi kibeszÉLŐ és a KATApult műsoroktól a WakeUp Talk-show epizódok első közlése már a WakeUp Magazin YouTube csatornájára kerültek fel. – 10 epizód                                                                                   |